# Persone di nome Kelly
| Questa pagina contiene informazioni ricavate automaticamente dalle voci biografiche con l'ausilio del template Bio e di un bot. L'aggiornamento è periodico e automatico e ricostruisce completamente la pagina. Se manca una persona in questa lista, sei pregato di non aggiungerla, ma accertati piuttosto che la sua voce biografica contenga il template Bio e che i dati anagrafici siano correttamente compilati. Se il template Bio manca, inseriscilo tu stesso o, in alternativa, metti l'avviso {{tmp\|Bio}} che ne segnala la mancanza. Se i dati riportati sono sbagliati, correggi direttamente la voce biografica; le modifiche saranno visibili in questa lista entro pochi giorni. Per chiarimenti vedi il progetto antroponimi. La lista contiene solo le 123 persone che sono citate nell'enciclopedia e per le quali è stato implementato correttamente il template Bio. Pagina aggiornata al 16 ott 2024. |

Questa è una lista di persone presenti nell'enciclopedia che hanno il prenome Kelly, suddivise per attività principale.

## Allenatori di tennis(1)
- Kelly Evernden, allenatore di tennis e ex tennista neozelandese (Gisborne, n. 1961)

## Animatori(1)
- Kelly Asbury, animatore, doppiatore e regista statunitense (Beaumont, n. 1960 - Los Angeles, † 2020)

## Attori(5)
- Kelly AuCoin, attore statunitense (Hillsboro, n. 1967)
- Kelly Blatz, attore e cantante statunitense (Burbank, n. 1987)
- Kelly Johnson, attore neozelandese
- Kelly Thordsen, attore statunitense (Deadwood, n. 1917 - Sun Valley, † 1978)
- Kelly Ward, attore, sceneggiatore e regista statunitense (San Diego, n. 1956)

## Attrici(24)
- Kelly Bishop, attrice e ballerina statunitense (Colorado Springs, n. 1944)
- Kellie Bright, attrice britannica (Brentwood, n. 1976)
- Kelly Carlson, attrice e ex modella statunitense (Minneapolis, n. 1976)
- Kelly Coffield Park, attrice e comica statunitense (Des Plaines, n. 1962)
- Kelly Curtis, attrice statunitense (Santa Monica, n. 1956)
- Kelly Thiebaud, attrice statunitense (El Campo, n. 1982)
- Kelly Hu, attrice e ex modella statunitense (Honolulu, n. 1968)
- Kelly Hunter, attrice inglese (Londra, n. 1963)
- Kelly LeBrock, attrice e modella statunitense (New York, n. 1960)
- Kelly Lynch, attrice e modella statunitense (Golden Valley, n. 1959)
- Kelly Macdonald, attrice scozzese (Glasgow, n. 1976)
- Kelly McCreary, attrice statunitense (Milwaukee, n. 1981)
- Kelly McGillis, attrice statunitense (Newport Beach, n. 1957)
- Kelly Monaco, attrice e modella statunitense (Filadelfia, n. 1976)
- Kelly Osbourne, attrice, cantante e stilista britannica (Londra, n. 1984)
- Kelly Overton, attrice, regista e sceneggiatrice statunitense (Wilbraham, n. 1978)
- Kelly Packard, attrice statunitense (Glendale, n. 1975)
- Kelly Palacios, attrice colombiana (Colombia, n. 1979)
- Kelly Preston, attrice e modella statunitense (Honolulu, n. 1962 - Clearwater, † 2020)
- Kelly Ripa, attrice, doppiatrice e conduttrice televisiva statunitense (Stratford, n. 1970)
- Kelly Rowan, attrice canadese (Ottawa, n. 1965)
- Kelly Rutherford, attrice statunitense (Elizabethtown, n. 1968)
- Kelly Stables, attrice statunitense (Saint Louis, n. 1978)
- Kelly Marie Tran, attrice statunitense (San Diego, n. 1989)

## Attrici pornografiche(6)
- Kelly Divine, ex attrice pornografica statunitense (Chester, n. 1984)
- Kelly Kline, ex attrice pornografica e regista statunitense (Greensboro, n. 1981)
- Kelly Madison, attrice pornografica, regista e produttrice cinematografica statunitense (Newport Beach, n. 1967)
- Kelly Nichols, ex attrice pornografica statunitense (n. 1956)
- Kelly Stafford, attrice pornografica britannica (Stevenage, n. 1978)
- Kelly Trump, ex attrice pornografica tedesca (Bottrop, n. 1970)

## Bassisti(3)
- Kelly Conlon, bassista statunitense (n. 1969)
- Kelly Garni, bassista statunitense (Los Angeles, n. 1957)
- Kelly Groucutt, bassista britannico (Coseley, n. 1945 - Worcester, † 2009)

## Batteristi(1)
- Kelly Keagy, batterista e cantante statunitense (Glendale, n. 1952)

## Calciatori(5)
- Kelly Berville, ex calciatore francese (Colombes, n. 1978)
- Kelly Gray, ex calciatore statunitense (Palo Alto, n. 1981)
- Kelly Irep, calciatore francese (Mantes-la-Jolie, n. 1995)
- Kelly Jampu, calciatore papuano (Papua Nuova Guinea, n. 1986)
- Kelly Youga, ex calciatore centrafricano (Bangui, n. 1985)

## Calciatrici(2)
- Kelly Gago, calciatrice francese (Créteil, n. 1999)
- Kelly Zeeman, calciatrice olandese (Amsterdam, n. 1993)

## Cantanti(7)
- Kelly Chen, cantante e attrice cinese (n. 1972)
- Kelly Jones, cantante britannico (Cwmaman, n. 1974)
- Kelly Joyce, cantante francese (Parigi, n. 1982)
- Kelly Keeling, cantante e chitarrista statunitense (Lafayette, n. 1966)
- Kelly Key, cantante brasiliana (Rio de Janeiro, n. 1983)
- Kele Le Roc, cantante britannica (Londra, n. 1975)
- Kelly Price, cantante statunitense (New York, n. 1973)

## Cantautrici(2)
- Kelly Clarkson, cantautrice, conduttrice televisiva e attrice statunitense (Fort Worth, n. 1982)
- Kelly Willis, cantautrice statunitense (Annandale, n. 1968)

## Cestiste(6)
- Kelly Boucher, ex cestista canadese (Calgary, n. 1968)
- Kelly Faris, ex cestista statunitense (Plainfield, n. 1991)
- Kelly da Silva Santos, cestista brasiliana (San Paolo, n. 1979)
- Kelly Mazzante, ex cestista statunitense (Williamsport, n. 1982)
- Kelly Miller, ex cestista statunitense (Rochester, n. 1978)
- Kelly Schumacher, ex cestista, ex pallavolista e allenatrice di pallacanestro statunitense (Cincinnati, n. 1977)

## Cestisti(5)
- Kelly Coleman, cestista statunitense (Wayland, n. 1938 - Hazard, † 2019)
- Kelly McCarty, ex cestista e allenatore di pallacanestro statunitense (Chicago, n. 1975)
- Kelly Olynyk, cestista canadese (Toronto, n. 1991)
- Kelly Oubre, cestista statunitense (New Orleans, n. 1995)
- Kelly Williams, cestista statunitense (Detroit, n. 1982)

## Chitarriste(1)
- Kelly Johnson, chitarrista inglese (Londra, n. 1958 - Londra, † 2007)

## Cicliste su strada(1)
- Kelly Druyts, ciclista su strada e pistard belga (Wilrijk, n. 1989)

## Comici(1)
- Kelly Monteith, comico, showman e scenografo statunitense (Saint Louis, n. 1942 - Los Angeles, † 2023)

## Culturiste(1)
- Kelly Ryan, ex culturista statunitense (Minneapolis, n. 1972)

## Diplomatiche(1)
- Kelly C. Degnan, diplomatica statunitense

## Fumettiste(1)
- Kelly Sue DeConnick, fumettista statunitense (Portland, n. 1970)

## Giocatori di football americano(5)
- Kelly Goodburn, ex giocatore di football americano statunitense (Cherokee, n. 1962)
- Kelly Herndon, ex giocatore di football americano statunitense (Twinsburg, n. 1976)
- Kelly Jennings, ex giocatore di football americano statunitense (Live Oak, n. 1982)
- Kelly Skipper, ex giocatore di football americano e allenatore di football americano statunitense (Brawley, n. 1967)
- Kelly Stouffer, ex giocatore di football americano statunitense (Scottsbluff, n. 1964)

## Giornalisti(1)
- Kelly Duda, giornalista, produttore cinematografico e attivista statunitense (Little Rock, n. 1966)

## Hockeiste su ghiaccio(1)
- Kelly Bechard, ex hockeista su ghiaccio canadese (n. 1978)

## Hockeiste su prato(1)
- Kelly Jonker, hockeista su prato olandese (Amstelveen, n. 1990)

## Mezzofondiste(1)
- Kelly Holmes, ex mezzofondista britannica (Pembury, n. 1970)

## Modelle(6)
- Kelly Brook, modella, attrice e conduttrice televisiva britannica (Rochester, n. 1979)
- Kelly Craig, modella e attrice canadese (Montréal, n. 1984)
- Kelly Gale, supermodella svedese (Göteborg, n. 1995)
- Kelly Knox, modella inglese (n. 1984)
- Kelly Rohrbach, modella e attrice statunitense (New York, n. 1990)
- Kelly Weekers, modella olandese (Weert, n. 1989)

## Multipliste(1)
- Kelly Sotherton, ex multiplista, lunghista e velocista britannica (Newport, n. 1976)

## Nuotatrici(1)
- Kelly Rowell, ex nuotatrice statunitense

## Pallanuotiste(1)
- Kelly Rulon, pallanuotista statunitense (Point Loma, n. 1984)

## Pallavoliste(3)
- Kelly Hunter, pallavolista statunitense (Omaha, n. 1994)
- Kelly Murphy, pallavolista statunitense (Wilmington, n. 1989)
- Kelly Reeves, pallavolista statunitense (Los Angeles, n. 1992)

## Pistard(1)
- Kelly Catlin, pistard e ciclista su strada statunitense (Saint Paul, n. 1995 - Stanford, † 2019)

## Politiche(3)
- Kelly Ayotte, politica e avvocato statunitense (Nashua, n. 1968)
- Kelly Knight Craft, politica e diplomatica statunitense (Lexington, n. 1962)
- Kelly Loeffler, politica statunitense (Bloomington, n. 1970)

## Politici(1)
- Kelly Armstrong, politico statunitense (Dickinson, n. 1976)

## Produttori discografici(1)
- Kelly Gray, produttore discografico e chitarrista statunitense (Washington, n. 1963)

## Registe(1)
- Kelly Reichardt, regista, sceneggiatrice e montatrice statunitense (Miami, n. 1964)

## Rugbiste a 15(1)
- Kelly Brazier, rugbista a 15 neozelandese (Dunedin, n. 1989)

## Rugbisti a 15(2)
- Kelly Haimona, rugbista a 15 neozelandese (Rotorua, n. 1986)
- Kelly Rolleston, ex rugbista a 15, allenatore di rugby a 15 e dirigente sportivo neozelandese (Wellington, n. 1971)

## Sceneggiatori(1)
- Kelly Masterson, sceneggiatore statunitense

## Sceneggiatrici(2)
- Kelly Fremon Craig, sceneggiatrice, regista e produttrice cinematografica statunitense (Whittier, n. 1980)
- Kelly Marcel, sceneggiatrice, attrice e regista britannica (Londra, n. 1974)

## Sciatrici alpine(4)
- Kelly Gallagher, ex sciatrice alpina britannica (n. 1985)
- Kelly McBroom, ex sciatrice alpina canadese (n. 1989)
- Kelly Stempihar, ex sciatrice alpina statunitense (n. 1977)
- Kelly VanderBeek, ex sciatrice alpina canadese (Kapuskasing, n. 1983)

## Sciatrici freestyle(1)
- Kelly Sildaru, sciatrice freestyle estone (Tallinn, n. 2002)

## Scrittrici(4)
- Kelly Barnhill, scrittrice statunitense (Minneapolis, n. 1973)
- Kelly Cherry, scrittrice, poetessa e saggista statunitense (Baton Rouge, n. 1940 - Halifax, † 2022)
- Kelly Link, scrittrice statunitense (Miami, n. 1969)
- Kelly Moore, scrittrice statunitense (Manchester Township, n. 1956)

## Tenniste(1)
- Kelly McCain, ex tennista statunitense (Springfield, n. 1983)

## Tennisti(1)
- Kelly Jones, ex tennista statunitense (Fort Gordon, n. 1964)

## Tuffatrici(1)
- Kelly McCormick, ex tuffatrice statunitense (Anaheim, n. 1960)

## Velociste(1)
- Kelly Massey, velocista britannica (Coventry, n. 1985)

## Velocisti(1)
- Kelly Willie, ex velocista statunitense (Houston, n. 1982)

## Senza attività specificata(1)
- Kelly Clark, ex snowboarder statunitense (Dover, n. 1983)